# Comuna Babciînți, Cernivți
Babciînți (în ucraineană Бабчинці) este o comună în raionul Cernivți, regiunea Vinnița, Ucraina, formată din satele Babciînți (reședința), Hamulivka, Maiorșciîna, Nove Jîttea și Vazluiivka.

## Demografie
Componența lingvistică a satului Babciînți
     Ucraineană (99,61%)
     Alte limbi (0,36%)
Conform recensământului din 2001, majoritatea populației satului Babciînți era vorbitoare de ucraineană (99,61%), existând în minoritate și vorbitori de alte limbi.